# Накашидзе, Мери Назарьевна
Мери Назарьевна Накашидзе (1 (14) апреля 1914, Сигнахи — 27 июля 1986, Тбилиси) — грузинская советская певица (лирико-колоратурное сопрано), народная артистка Грузинской ССР (1955).

## Биография
Из грузинского княжеского рода Накашидзе.
В 1936 окончила Тбилисскую консерваторию (класс проф. И. Бахуташвили-Шульгиной). В 1935—1960 — солистка Тбилисского Театра оперы и балета им. З. Палиашвили. Обладавшая нежным, красивым голосом и прекрасной сценической внешностью артистка создала много интересных вокально-сценических образов, из которых особенным лиризмом и поэтичностью выделяются: Маро (З. Палиашвили «Даиси»), Кето (В. Долидзе «Кето и Коте»), Цира (М. Баланчивадзе «Коварная Дареджан»), Мзия, Соловей (А. Андриашвили «Разбойник Како», «Свадьба соек»). Латавра (З. Палиашвили «Латавра»), Лакме (Делиб «Лакме»), Виолетта, Джильда (Дж. Верди «Травиата», «Риголетто»), Марфа (Н. Римский-Корсаков «Царская невеста»), Розина (Дж. Россини «Севильский цирюльник») и др. Занималась плодотворной концертной деятельностью, гастролировала в городах СССР, была в Польше, ГДР. С большим мастерством исполняла «Две ласточки» Е. Брусиловского, «Вальс» И.Штрауса (Сказки Венского леса), украинскую нар. песню «Соловейко» и др.
Лауреат республиканского (1951) и всесоюзного (1957) конкурса вокалистов.

## Награды
- орден Трудового Красного Знамени (17.04.1958)
- орден «Знак Почёта» (14.01.1937) — за выдающиеся заслуги в деле развития грузинского оперного искусства, грузинской музыки, песен и танцев
- народная артистка Грузинской ССР (1955)